# Gare de Miramas
Gare de Miramas vasútállomás Franciaországban, Miramas településen.

## Vasútvonalak
Az állomást az alábbi vasútvonalak érintik:
- Párizs–Marseille-vasútvonal
- Avignon–Miramas-vasútvonal
- Miramas–L'Estaque-vasútvonal

## Kapcsolódó állomások
A vasútállomáshoz az alábbi állomások vannak a legközelebb:
- Gare d’Istres
- Gare de Saint-Chamas
- Gare de Salon
- Gare de Saint-Martin-de-Crau (ligne 08)
- Gare de Vitrolles-Aéroport-Marseille-Provence (ligne 08)